# Francesco Gallo (architetto)

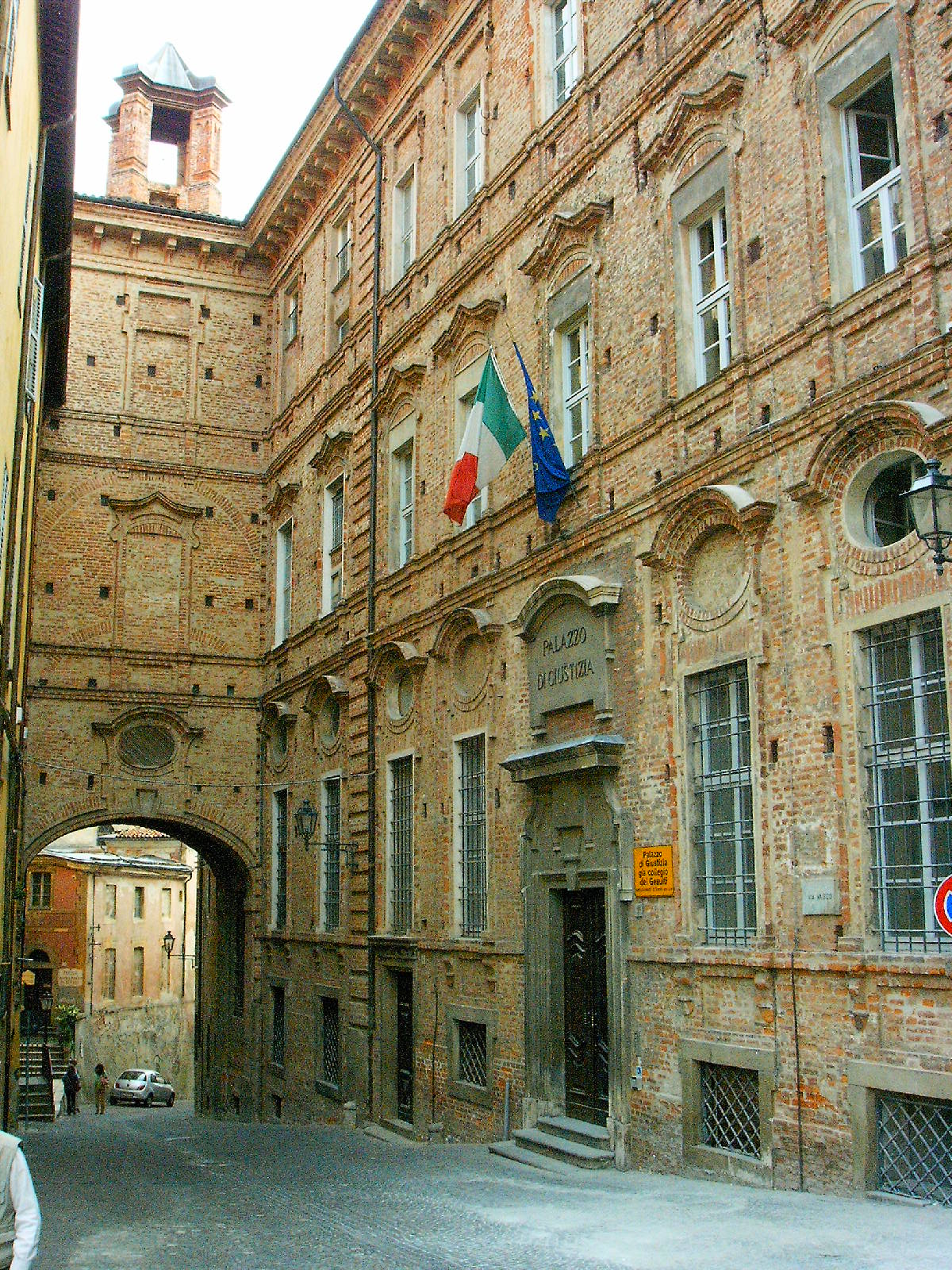
Palazzo di Giustizia, Mondovì, facciata

Francesco Gallo (Mondovì, 6 novembre 1672 – Mondovì, 20 giugno 1750) è stato un architetto italiano.

## Biografia
Conosciuto principalmente come architetto (progettò oltre 80 edifici in tutta la provincia di Cuneo), fu anche topografo, ingegnere militare e idraulico. Il suo materiale preferito per le costruzioni fu il mattone.
Grazie al suo operato in molte delle città si ebbe una netta rinascita urbanistica. Progettò principalmente ospedali e chiese. È particolarmente conosciuto per le sue opere nel Piemonte meridionale tra le quali spicca il Santuario di Vicoforte.
Gallo si mise in evidenza per la sua versatilità, a partire da una impronta iniziale tardo-manieristica e tendente a una posizione personale accostabile, in qualche modo, al barocco, manifestata nelle impostazioni spaziale delle opere.
Fu sepolto a Mondovì nel Convento di Nostra Donna, nell'omonima chiesa da lui stesso riedificata sul precedente edificio gotico. Quando il convento venne abbandonato e saccheggiato da Napoleone Bonaparte, utilizzato come stalla e infine adattato a liceo classico la sua tomba venne smantellata insieme a molte altre e i suoi resti scomparvero.

## Architettura religiosa

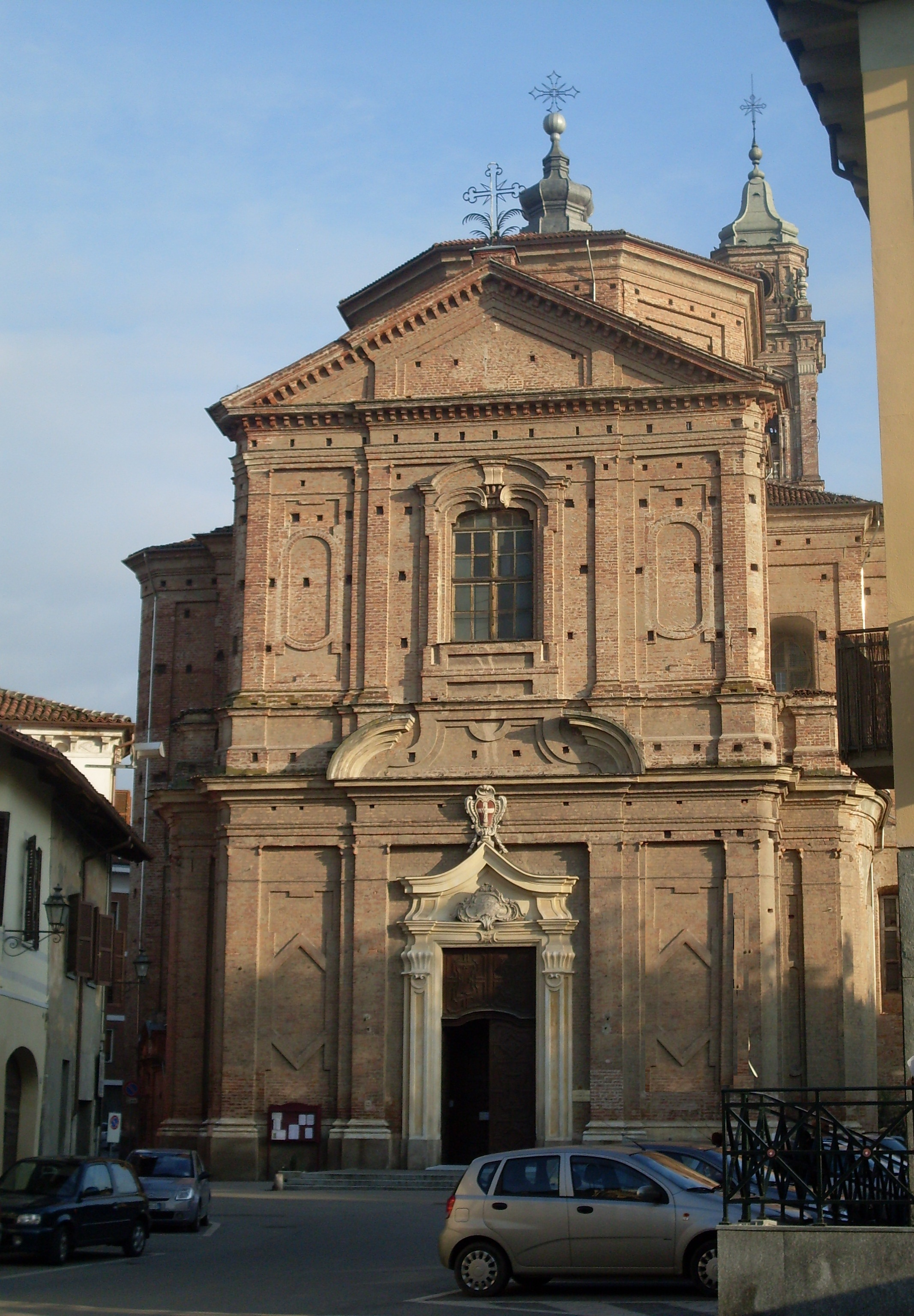
Parrocchiale di San Giovanni Battista, Racconigi, facciata (1730)

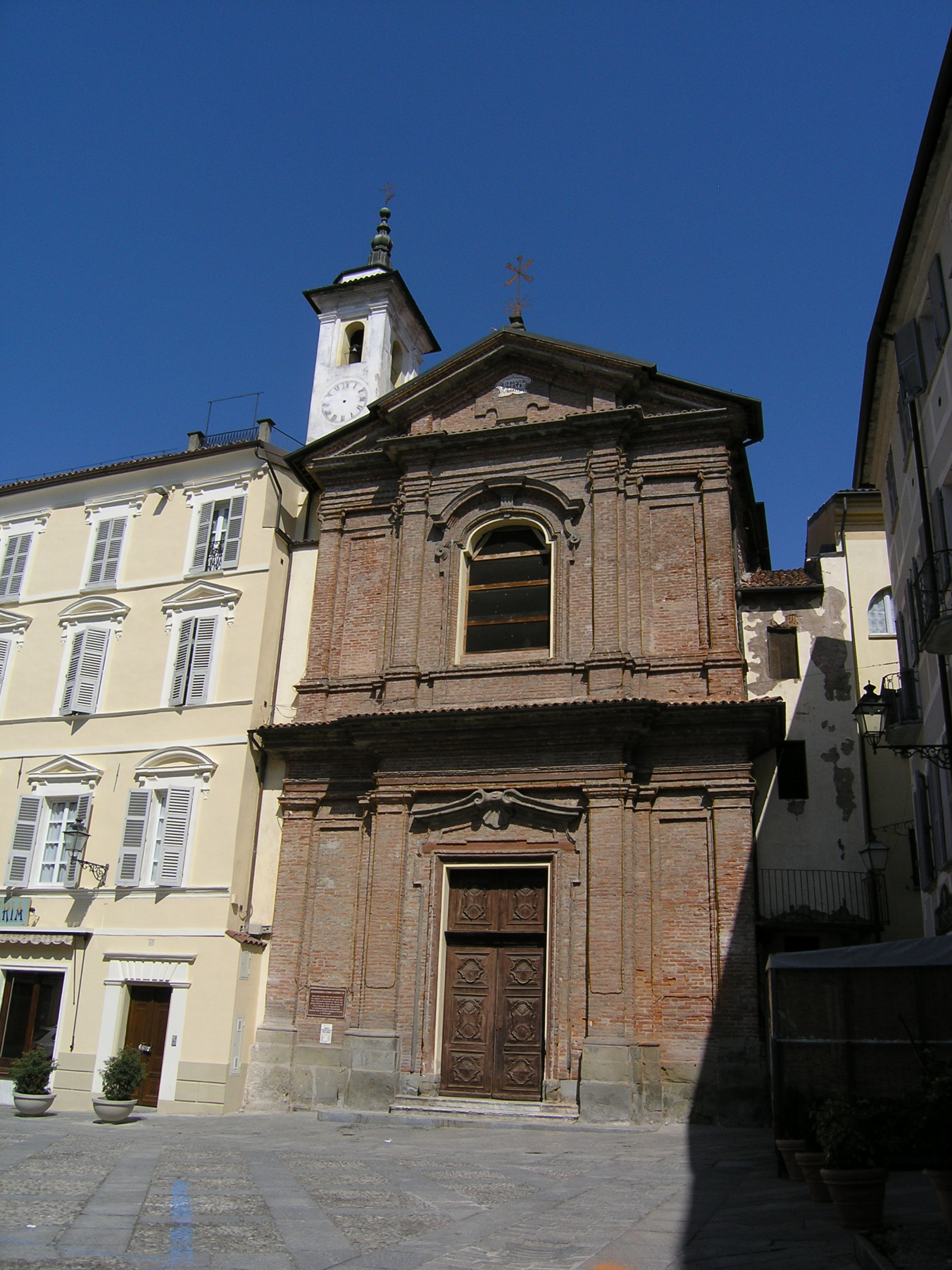
Arciconfraternita di Santa Maria, Ceva

Francesco Gallo progettò numerosi edifici religiosi
- Santuario della Santissima Vergine a Vicoforte: cupola (1721-39), cappelle di San Benedetto (1702) e della Santissima Vergine (1738-51).
- Parrocchiale dell'Assunta a Carrù (1703-51)
- Parrocchiale di San Giovanni a Frabosa Soprana (1703-36)
- Parrocchiale di Sant'Ambrogio a Cuneo (1703-43)
- Chiesa e palazzo abbaziale di San Dalmazzo a Borgo San Dalmazzo (1705-15)
- Confraternita della Misericordia a Mondovì (1708-42)
- Confraternita di Santa Croce a Cuneo: coro, (1709), decorazione interna e completamento dell'ospedale (1713)
- Parrocchiale di Nostra Donna a Mondovì: sacrestia, campanile (1711-40)
- Chiesa conventuale di Santa Chiara a Mondovì (1712-24)
- Confraternita della Misericordia a Benevagienna (1713-53)
- Chiesa di San Francesco a Busca: decorazione interna (1713-14)
- Confraternita della Misericordia a Villafalletto: campanile (1715)
- Parrocchiale di Sant'Antonio Abate a Priero (1716-40)
- Parrocchiale dell'Assunta a Busca (1717-29)
- Parrocchiale dell'Assunta a Savigliano: coro e sacrestia (1717-34)
- Parrocchiale dell'Assunta a Garessio (1717-29)
- Parrocchiale nella grangia di Leri (1718-21)
- Abbazia di Santa Maria di Lucedio (1718-21)
- Parrocchiale di San Giovanni Battista a Racconigi (1719-30)
- Parrocchiale dei Santi Pietro e Paolo a Mondovì: cappelle (1720-51)
- Chiesa abbaziale di San Costanzo a Villar: restauri (1722-24)
- Parrocchiale di San Siro a Roburent (1722-39)
- Confraternita del Santo Nome di Gesù a Dogliani (1722-56)
- Chiesa abbaziale di San Pietro a Savigliano: campanile (1722)
- Parrocchiale di Santa Caterina a Garessio Ponte (1723-48)
- Parrocchiale della Natività di Maria Vergine a Marene (1723-41)
- Parrocchiale di Santa Margherita a Margarita (1725-48)
- Canonica dei Santi Pietro e Paolo a Carmagnola: altar maggiore (1725)
- Confraternita di San Pietro Apostolo a Casale Monferrato (1726-39)
- Parrocchiale di Santa Maria a Cuneo: abside (1725)
- Parrocchiale di San marco Evangelista a Rocca de' Baldi (1726)
- Collegio dei Gesuiti a Vercelli: ala nord (1726-35)
- Confraternita dell'Annunziata a Busca (1727-36)
- Confraternita della Santissima Trinità a Fossano (1728-38)
- Parrocchiale di San Giovanni Battista a Barge, la cui volta ellittica, impostata sulla navata centrale, è seconda per estensione dopo quella di Vicoforte (1728-38)
- Parrocchiale della Natività a Morozzo (1728-40)
- Chiesa di San Filippo Neri a Mondovì Breo (1728-69)
- Confraternita di Santa Maria e Santa Caterina a Ceva (1734-35)
- Confraternita di Santa Croce a Cavallermaggiore (1736-43)
- Ospedale di Santa Croce a Mondovì (1738-61)
- Cattedrale di San Donato a Mondovì Piazza (1739-58)
- Cattedrale di Sant'Eusebio a Vercelli: altar maggiore (1741)
- Parrocchiale di San Nicolao ad Alice Castello (1743-60)
- Chiesa di Santo Stefano a Mondovì: campanile (1748)

## Architettura civile
Fu anche impegnato in lavori nel campo dell'architettura civile
- Castello di Rocca de' Baldi: ala rosa (1710)
- Castello Cavour di Santena: (1712-22)
- Ospedale della Santissima Trinità a Fossano (1723-70)
- Collegio dei Gesuiti a Saluzzo (1726-45)
- Palazzo comunale di Barge: restauri (1728-40)
- Palazzo comunale di Cuneo (1730)
- Seminario (ora collegio vescovile) a Mondovì Piazza (1740-50)
- Santuario della Ss. Vergine a Oropa: secondo piazzale (1740-50)
- Castello di Masino: restauro ala est (1741)

## Opere attribuite
Al Gallo sono altresì attribuiti i progetti seguenti:
- Confraternita di San Pietro in Vincoli a Peveragno
- Parrocchiale dei Santi Pietro e Paolo a Sanfrè: (1711-23)
- Palazzo Beccuti a Torino (1723-24)
- Chiesa Parrocchiale di San Giacomo, a San Giacomo di Roburent.